# League1 Ontario
La League1 Ontario (L1O) es una liga semiprofesional de fútbol masculino y femenino en Ontario, Canadá. El torneo está organizado por la Asociación Canadiense de Fútbol (Canada Soccer) y la Asociación de Fútbol de Ontario y funciona como liga de tercera división del sistema de ligas de fútbol de Canadá junto a la Première Ligue of soccer du Québec (PLSQ). La competición fue creada en 2013, pero su primera temporada fue en 2014 en la categoría masculina, y en 2015 arrancó el torneo femenino.

## Equipos
| Liga masculina            | Liga masculina | Liga masculina                | Liga masculina | Liga masculina    |
| Equipo                    | Ciudad         | Estadio                       | Fundación      | Primera temporada |
| ------------------------- | -------------- | ----------------------------- | -------------- | ----------------- |
| Alliance United           | Toronto        | Centennial College            | 2018           | 2018              |
| Aurora FC                 | Aurora         | Stewart Burnett Park          | 1964           | 2016              |
| Darby FC                  | Whitby         | Whitby Soccer Centre          | 2018           | 2018              |
| Durham United FA          | Pickering      | Kinsmen Park                  | 2014           | 2014              |
| FC London                 | London         | German Canadian FC Stadium    | 2008           | 2016              |
| Master's Futbol           | Toronto        | L'Amoreaux Park               | 2012           | 2014              |
| North Mississauga SC      | Mississauga    | Hershey Centre                | 1982           | 2016              |
| Oakville Blue Devils      | Oakville       | Sheridan Trafalgar Stadium    | 1994           | 2015              |
| Ottawa South United Force | Ottawa         | Quinn's Pointe                | 2017           | 2017              |
| ProStars FC               | Brampton       | Victoria Park Stadium         | 2015           | 2015              |
| Sigma FC                  | Mississauga    | Paramount Fine Foods Centre   | 2005           | 2014              |
| Toronto Skillz FC         | Toronto        | Birchmount Stadium            | 2008           | 2016              |
| Unionville Milliken SC    | Markham        | Bill Crothers Park            | 2018           | 2018              |
| Vaughan Azzurri           | Vaughan        | McNaughton Park               | 2014           | 2014              |
| Windsor TFC               | Windsor        | University of Windsor Stadium | 2004           | 2014              |
| Woodbridge Strikers       | Vaughan        | Vaughan Grove                 | 1976           | 2014              |

## Palmarés
| Temporada | Campeón de play-offs                  | Campeón de copa                       |
| --------- | ------------------------------------- | ------------------------------------- |
| 2014      | Toronto FC Academy                    | Vaughan Azzurri                       |
| 2015      | Oakville Blue Devils                  | Woodbridge Strikers                   |
| 2016      | Vaughan Azzurri                       | Vaughan Azzurri                       |
| 2017      | Oakville Blue Devils                  | Woodbridge Strikers                   |
| 2018      | Vaughan Azzurri                       | Vaughan Azzurri                       |
| 2019      | Master's Futbol                       | Master's Futbol                       |
| 2020      | Cancelado por la Pandemia de COVID-19 | Cancelado por la Pandemia de COVID-19 |

### Títulos por equipo
| Equipo               | Títulos de play-offs | Títulos de copa | Años títulos de play-offs | Años títulos de copa |
| -------------------- | -------------------- | --------------- | ------------------------- | -------------------- |
| Vaughan Azzurri      | 2                    | 3               | 2016, 2018                | 2014, 2016, 2018     |
| Oakville Blue Devils | 2                    | 0               | 2015, 2017                | -                    |
| Toronto FC Academy   | 1                    | 0               | 2014                      | -                    |
| Woodbridge Strikers  | 0                    | 2               | -                         | 2015, 2017           |

## Palmarés femenino
| Temporada | Campeón de play-offs                  | Campeón de copa                       |
| --------- | ------------------------------------- | ------------------------------------- |
| 2015      | Durham United FC                      | North Mississauga SC                  |
| 2016      | FC London                             | Vaughan Azzurri                       |
| 2017      | FC London                             | FC London                             |
| 2018      | Durham United FA                      | Woodbridge Strikers                   |
| 2019      | FC London                             | Ninguno                               |
| 2020      | Cancelado por la Pandemia de COVID-19 | Cancelado por la Pandemia de COVID-19 |

### Títulos por equipo
| Equipo               | Títulos de play-offs | Títulos de copa | Años títulos de play-offs | Años títulos de copa |
| -------------------- | -------------------- | --------------- | ------------------------- | -------------------- |
| FC London            | 3                    | 1               | 2016, 2017, 2019          | 2017                 |
| Durham United FC     | 2                    | 0               | 2015, 2018                | -                    |
| North Mississauga SC | 0                    | 1               | -                         | 2015                 |
| Vaughan Azzurri      | 0                    | 1               | -                         | 2016                 |
| Woodbridge Strikers  | 0                    | 1               | -                         | 2018                 |